# Maceración carbónica

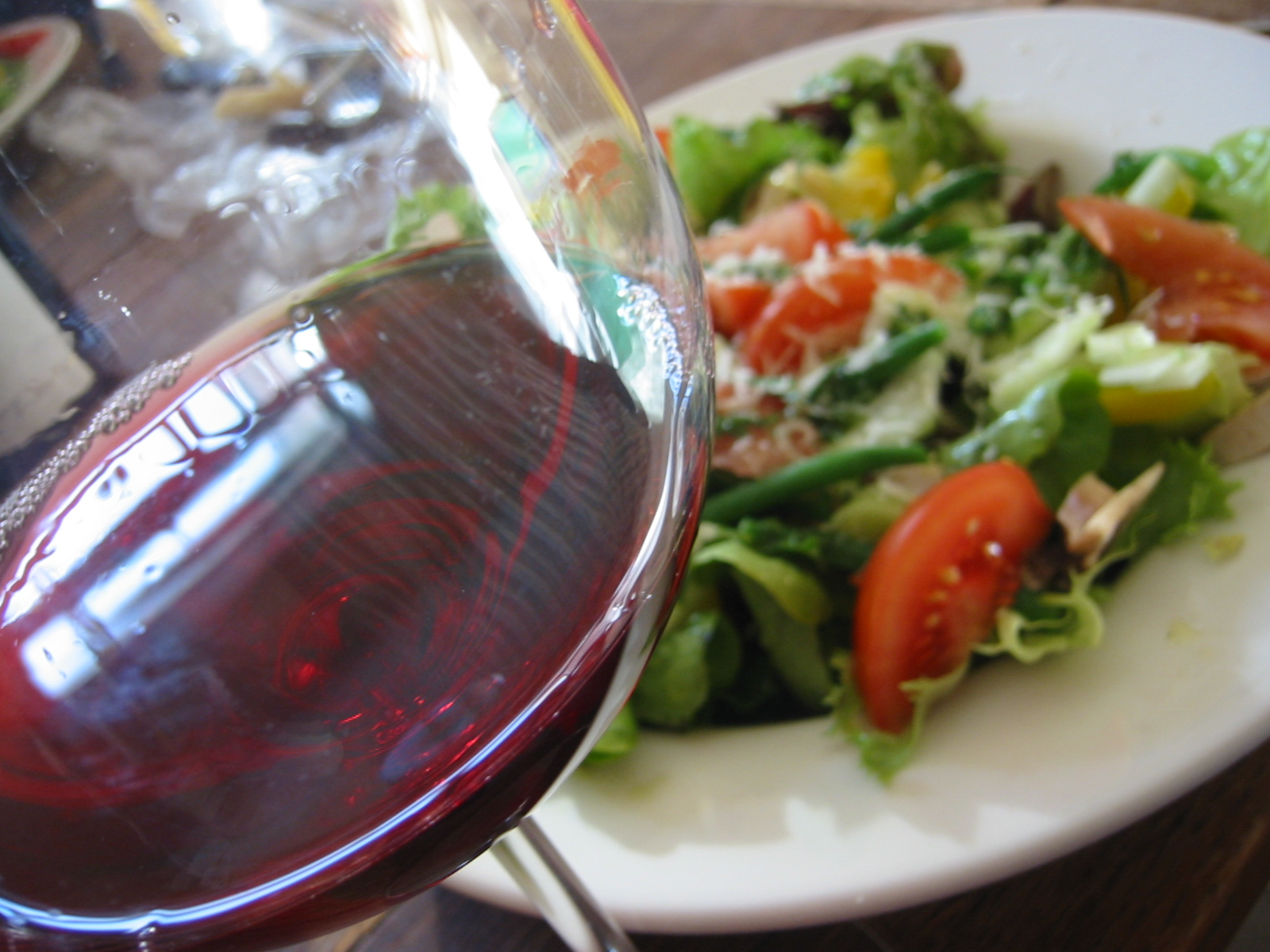
Vino de Beaujolais elaborado con el proceso de maceración carbónica.

La maceración carbónica (aparece también en la literatura como fermentación de uva entera) es una técnica del proceso de vinificación asociada, por regla general, a los vinos franceses de la región de Viñedo de Beaujolais. La técnica consiste en que las uvas sean fermentadas en una atmósfera de dióxido de carbono antes de que sean machacadas. La forma tradicional de fermentación hace que la uva sea machacada de tal forma que se mezclen los azúcares con las levaduras, para finalmente mediante la fermentación alcohólica en un recipiente adecuado se obtenga el vino con su etanol. La maduración carbónica hace que la uva fermente con el mosto del interior de la uva y que los vinos obtenidos tengan sabores más afrutados y con menos contenidos de taninos. Estos vinos poseen buen sabor, pero carecen de la estabilidad suficiente para ser envejecidos durante largos períodos. Uno de los vinos más conocidos por este proceso es el Beaujolais nouveau, aunque este proceso poco a poco se aplica en otros viñedos del mundo. En España, también se utiliza esta técnica en diversas denominaciones de origen, si bien de modo minoritario. La maceración carbónica aparece de forma espóntánea de forma similar en otras frutas que se almacena en sitios cerrados.

## Historia
Aunque la maceración carbónica es un proceso espontáneo de la fruta guardada en sitios cerrados, se puede decir que se reinventó como proceso de vinificación en los años 30 como resultas de una casualidad. Durante el transporte de la uva desde los lugares de recolección hasta el prensado, a un viticultor se le ocurrió que la forma de evitar que la uva se degradase era retirar el aire insuflando CO2 (el dióxido tiene la propiedad de ser más pesado y desplaza al aire), se comprobaba que tras algún tiempo la uva fermentaba dando lugar a un vino afrutado. Uno de los primeros estudiosos de este proceso fue el profesor francés Michel Flancy del INRA, pronto se investigó la posibilidad de emplear otros gases como el SO2. Los estudios precisos de M. Flanzy continuaban las observaciones realizadas anteriormente por Pasteur

## Proceso

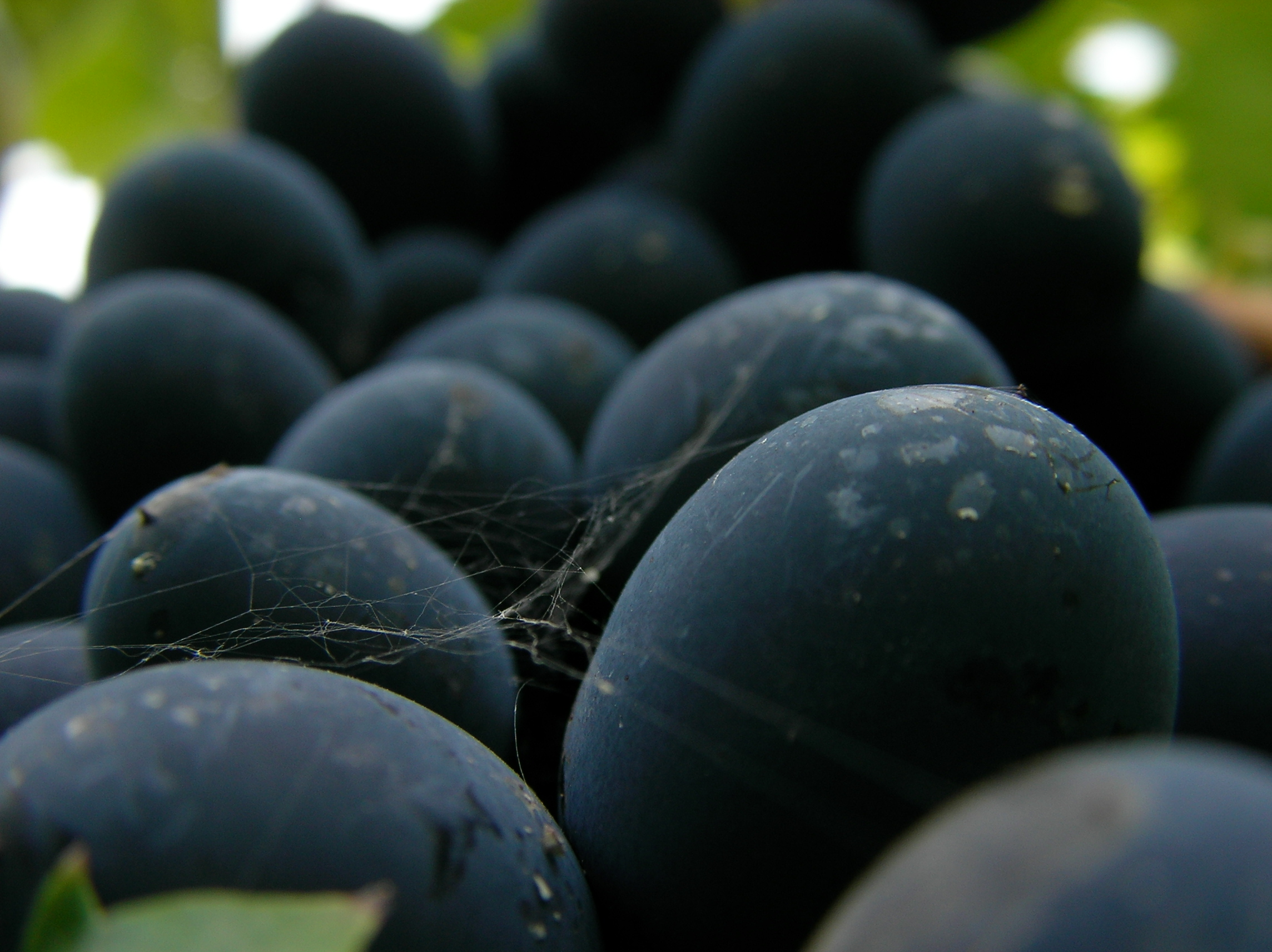
En la maceración carbónica la fermentación ocurre en el interior de cada uva.

En ausencia de aire las levaduras pasan de una respiración aeróbica a anaeróbica, iniciando de esta forma el fenómeno de fermentación. Durante la fase de almacenamiento de la uva (anterior a su fermentación en cubas) se suele insuflar dióxido de carbono (CO2) que desplaza al oxígeno, para poder completar este proceso con éxito, es esencial que la uva esté lo más intacta posible. En la maceración carbónica la fermentación se realiza tan solo por la acción directa de las enzimas glicolíticas presentes en la uva. Esta fermentación dura de unos siete a ocho días, dependiendo de las condiciones de temperatura (por regla general a 35 °C)y de la variedad de uva. Los azúcares alimentan a las levaduras de la uva y comienza la fermentación dentro de cada una de ellas. Para ello se calienta ligeramente el recipiente. El dióxido de carbono facilita el proceso anaeróbico. Al final de la maceración carbónica las uvas son prensadas y el mosto resultante pasa a una segunda fermentación, junto con todos los tratamientos característicos de la vinificación tradicional. 
Existen dos tipos de maceración carbónica:
- Maceración carbónica total: La maceración se produce con la uva entera. Un porcentaje de las uvas (alrededor del 20%) se rompe por el propio peso de la vendimia y sufre un proceso de fermentación alcohólica.
- Maceración carbónica parcial: La maceración se produce durante un tiempo con la uva entera para luego ser aplastada y continuar una fermentación tradicional.

Tras la maceración carbónica el contenido de ácido málico, presente en la uva, disminuye.

## Características
Estos vinos poseen un aroma afrutado característico, debido a la liberación de terpenoides aromáticos desde las uvas. La vinificación estándar extrae más taninos que la vinificación carbónica. A veces se compara con aromas a cereza, fresa, Este tipo de vinos se hace inestable entre un periodo que va desde 6 meses a un año. La dificultad de hacer este tipo de maceración está en la incompatibilidad de las formas de vendimia que existen en la actualidad, los procesos automáticos rompen más uvas haciendo que no sea posible la aplicación de las fases iniciales.
El empleo de esta técnica hace que los viñedos productores de vino puedan ofrecer al mercado la cosecha de otoño en menos de seis semanas.